# Elliott Lester
Pour les articles homonymes, voir Lester.
Elliot Lester est un réalisateur de cinéma britannique né dans les années 1970 à Londres.

## Biographie
Né au nord-ouest de Londres au début des années 1970, Elliott Lester est diplômé de l’université de Leeds. Il a débuté comme stagiaire à la mise en scène sur le tournage de spots télévisés dans le quartier londonien de Soho. En 1995, il est parti aux États-Unis avec 800 dollars en poche et a gravi les échelons jusqu’à devenir assistant réalisateur auprès de metteurs en scène renommés tels que Tony Kaye et Vincent Gallo. Il a commencé à réaliser des clips et des spots publicitaires en 2004 et a signé avec la société de production de Quentin Tarantino, A Band Apart.
Son travail a notamment été présenté dans le cadre du Young Directors Showcase des Clio Awards et du festival du film publicitaire de Cannes en 2005. Il a remporté 4 Telly Awards pour « Cribs for the Homeless », une citation aux MTV Video Music Awards pour le clip « With You » de Jessica Simpson, une nomination aux MVPA (Music Video Production Association) Awards pour le clip « Why Not » d’Hilary Duff, et un British Television Advertising Award pour la publicité « Halloween » de la marque Axe.
Il a collaboré avec l’acteur et chanteur Jared Leto sur deux clips de son groupe, Thirty Seconds to Mars, intitulés From Yesterday et Beautiful Lie . Le premier, tourné en Chine, a été récompensé aux MTV Awards tandis que le second a pour sa part été entièrement tourné au Pôle Nord. Elliott Lester a réalisé son premier long métrage, Love is the drug, en 2006. Salué par la critique[réf. souhaitée], celui-ci a été présenté lors du Festival de Slamdance.
Lester a aussi réalisé, sur un scenario de Javier Gullón (en), un thriller dramatique inspiré de l'histoire de Vitali Kaloïev. Le film, qui devait initialement s'intitulé 478, est sorti au cinéma en 2017 sous le titre d'Aftermath avec Arnold Schwarzenegger dans le rôle principal. 

### Vie privée
Elliott Lester vit à Los Angeles avec son jeune fils.

## Filmographie
- 2006 : Love Is the Drug
- 2011 : Blitz
- 2014 : Nightingale
- 2017 : Aftermath
- 2024 : Du sang dans la neige (The Thicket)